# Кујтуен
Кујтуен (奎屯) град је Кини у покрајини Синкјанг. Према процени из 2009. у граду је живело 241.003 становника.

## Становништво
Према процени, у граду је 2009. живело 241.003 становника.
| 1990.  | 2000.   | 2009    |
| ------ | ------- | ------- |
| 61.277 | 136.427 | 241.003 |